# Ayaz Ata

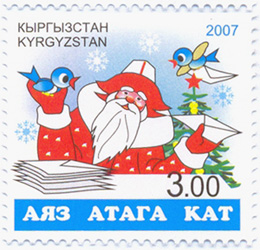
Ayaz Ata aus einer kirgisischen Briefmarke

Ayaz Ata (usbekisch: Ayoz Bobo, kirgisisch: Аяз ата, kasachisch: Аяз Ата, turkmenisch: Aýaz Baba) ist eine aus der türkischen Mythologie und dem Tengrismus bekannte Wintergottheit. Ayaz Ata ist eine fiktive Märchenfigur, der dem Weihnachtsmann oder Väterchen Frost ähnlich ist. Die wörtliche Übersetzung des Namens wäre "Frostvater", obwohl der Name oft als "Großvater Frost" übersetzt wird. Er wurde aus dem Mondlicht erschaffen und man sagt, dass er kaltes Wetter verursacht.

## Darstellung
Literarische Darstellungen von Ayaz Ata zeigen ihn gewöhnlich in Begleitung von Kar Kız (Tatarisch: Кар Кызы oder Qar Qızı, was etwa „Schneemädchen“ bedeutet), die die Enkelin und Helferin von Ayaz Ata ist. Man sagt, dass die Figur Kar Kız von der  slawischen Figur Snegurotschka beeinflusst wurde. Die Gottheit wird oft in langen silberblauen Gewändern und einer pelzigen Mütze oder einer schneeflockenartigen Krone dargestellt. Das einzigartige Merkmal von Ayaz Ata ist, dass er die Menschen nicht beschenkt.
Das traditionelle Erscheinungsbild von Ayaz Ata ähnelt dem von Ded Moroz mit seinem Mantel, seinen Stiefeln und seinem langen weißen Bart. Insbesondere wird Ayaz Ata oft mit einem fersenlangen Pelzmantel, einer halbrunden Pelzmütze oder Stiefeletten an den Füßen gezeigt. Im Gegensatz zum Weihnachtsmann wird er oft mit einem langen magischen Stab dargestellt. Er wird oft in langen silberblauen Gewändern und mit einer schneeflockenartigen Krone dargestellt.

### Aserbaidschan
In Aserbaidschan ist Ayaz Ata unter dem Namen Şaxta Baba bekannt. Sein Helferin heißt Qar Qızı. Şaxta Baba bringt im Neujahr Geschenke an Kindern.

### Baschkortostan
In Baschkortostan wird er Ҡыш бабай (Qïš babay) genannt. Die Helferin heißt Ҡарһылыу (Qarhïlïw).

### Jakutien
Dort wird er Chys Khan (Чысхаан) genannt und Kar Kız heißt dort Khaarchana (Хаарчаана).